# خوارس
خوارس هي قرية في مقاطعة كرج، إيران. يقدر عدد سكانها بـ 6 نسمة بحسب إحصاء 2016.